# Eltio Alegondas Forsten
Eltio Alegondas Forsten (Middelburg, 12 juli 1811 – Ambon, 1843) was een Nederlands natuuronderzoeker.
Forsten studeerde geneeskunde in Leiden en behaalde zijn diploma in 1836 met een proefschrift over Cedrela febrifuga (huidige naam Toona sureni - Meliaceae, Sapindales), getiteld "Dissertatio Botanico-pharmaceutico-medica inauguralis, de Cedrela febrifuga". In 1838 werd hij lid van de Natuurkundige Commissie voor Nederlands-Indië. Hij zou de daaropvolgende jaren besteden aan het verzamelen in Nederlands-Indië van zoölogische en botanische exemplaren (Java, Sulawesi, Ternate, Ambon).

## Eponymie(vogels en reptielen)
- Boiga forsteni (Colubridae, Squamata)[5]
- Rabdion forsteni (Colubridae, Squamata)[5]
- Forstens lori, Trichoglossus forsteni Bonaparte, 1850
- Sulawesibijeneter, Meropogon forsteni Bonaparte, 1850[6]
- Celebesmuskaatduif, Ducula forsteni (Bonaparte, 1854)
- Grijskraagwielewaal, Oriolus forsteni (Bonaparte, 1850)
- Forstens schildpad, Indotestudo forstenii[5]